# Dolomedes saganus
Espèce
Synonymes
- Dolomedes pallitarsis Doniotz & Strand, 1906
- Dolomedes lativirgatus Kishida, 1914
- Dolomedes insurgens Chamberlin, 1924

Dolomedes saganus est une espèce d'araignées aranéomorphes de la famille des Dolomedidae.

## Distribution
Cette espèce se rencontre au Japon, à Taïwan et en Chine.

## Description

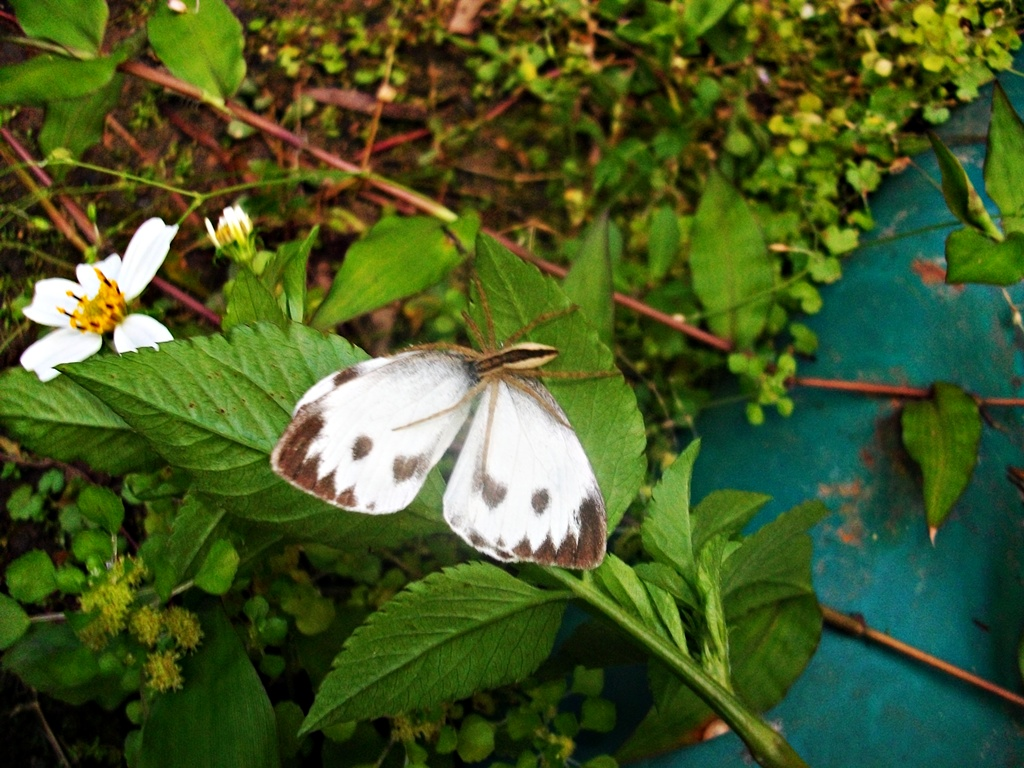
Dolomedes saganus

Le mâle syntype mesure 13 mm et la femelle syntype 15 mm.
Les mâles mesurent de 10,13 à 13,75 mm et les femelles de 13,63 à 18,55 mm.

### Description de la femelle
Le céphalothorax est large et présente une large bande centrale foncée bordée par deux bandes blanches. Le sternum, presque rond, est de couleur jaune avec des marques sombres irrégulières sur le long du bord et dans le milieu particulièrement marquées sur la partie arrière.
Les chélicères sont courtes, jaunes, fortement courbées à la base et tronquées obliquement vers les extrémités. Elles sont bordées par une barre foncée.
Les pédipalpes sont jaune vif. Les pattes sont brun clair et seulement les fémurs sont jaune pâle.
Le dos de l'abdomen présente une large bande longitudinale centrale brun foncé bordée de lignes grises à brun blanchâtre. Cette bande comporte sept paires de taches blanches plus ou moins distinctes pour les plus petites et rangées en lignes transversales incurvées pour les plus grosses. Le ventre est brun clair avec des rayures noires irrégulières. L'épigyne est brun foncé dans un environnement jaune pâle. Les filières sont jaune brunâtre.

### Description du mâle
Le céphalothorax et l'abdomen sont marqués d'une large bande sombre longitudinale caractéristique bordée latéralement par deux bandes claires recouvertes de poils blancs. Le sternum est jaune avec des bandes sombres de chaque côté et des lignes sombres radiales.
La partie dorsale de l'abdomen est sombre et recouverte de poils noirs avec une marque sagittale antérieure et cinq à six paires de taches formées de poils blancs.
Les pattes sont uniformément jaunes.

## Espèces similaires
Dolomedes saganus est similaire à Dolomedes silvicola. Elle ressemble  également à Dolomedes senilis dont elle se distingue néanmoins par la partie centrale de l'épigyne qui n'est pas rhomboïde.

## Prédation et alimentation
Les espèces du genre Dolomedes ont la particularité de chasser à la surface de l'eau. Dolomedes saganus peut capturer de petits poissons comme Oryzias curvinotus ou Pseudorasbora parva.

## Systématique et taxinomie
Cette espèce a été décrite par Bösenberg et Strand en 1906.
Dolomedes pallitarsis et Dolomedes insurgens ont été placées en synonymie par Zhang, Zhu et Song en 2004.
Dolomedes lativirgatus a été placée en synonymie par Ono et Ogata en 2018.

## Publication originale
- Bösenberg & Strand, 1906 : « Japanische Spinnen. » Abhandlungen der Senckenbergischen Naturforschenden Gesellschaft, vol. 30, p. 93-422 (texte intégral).